# リーダーズ・ダイジェスト
リーダーズ・ダイジェスト（英語：Reader's Digest）は、アメリカ合衆国の月刊の総合ファミリー向け雑誌で、年間10号を発行している。かつて本社をニューヨーク州チャパクアに置いたが、2012年現在はニューヨークに本社がある。1922年2月5日に、デウィット・ウォレスとライラ・ベル・ウォレスが創刊する。長年にわたり全米で最も発行部数の多い雑誌だったが、2009年に Better Homes and Gardens 誌に首位を明け渡した。Mediamark Research によれば、年収10万ドル以上の世帯では、フォーチュン、ウォール・ストリート・ジャーナル、ビジネスウィーク、Inc.を合わせたよりも多くの読者に読まれている。
リーダーズ・ダイジェストはアメリカ以外に世界100か国以上で、35か国語の52の版が発行され、4000万人の読者がいる。発行部数は1700万部で、有料で流通している世界最大の定期刊行雑誌である。点字版、デジタル版、音声版、Reader's Digest Large Print という大きな版などもある。判型はアメリカの一般的な雑誌の半分ほどと小さい。2005年夏、アメリカ版は "America in your pocket"（あなたのポケットの中のアメリカ）のキャッチフレーズを採用したが、2008年1月に "Life well shared" に変更した。

## 歴史

### 創刊と成長
1920年、デウィット・ウォレスは、第一次世界大戦で負った傷から回復する間に、多くの大衆雑誌の記事を要約した内容を含む雑誌のアイデアを思いついた。デウィットとカナダ生まれの妻ライラ・ウォレスは、1922年2月にリーダーズ・ダイジェストを通信販売限定で創刊した。創刊当初から保守的で反共主義的な観点で政治や社会問題を扱ってきた。ウォレス夫妻の当初の目標は年間5,000ドルの純利益を上げることだった。ウォレスの編集方針は大衆が読みたかったものとうまくマッチして、同誌の発行部数は伸びた。店頭販売を開始した1929年に購読者は29万人となり、年間の売り上げは90万ドルとなる。1938年に初の海外版としてイギリス版を創刊し、1部2シリングで販売した。創刊40周年の1962年に、40の海外版が13か国語で出版され、点字版も出版され、カナダ、メキシコ、スペイン、スウェーデン、ペルーなどの国々で大部数の雑誌に成長し、世界全体で2300万部の発行部数となった。
1945年1月号から "Word Power" のコラムが連載される。1945年2月号で、筆者名がウィルフレッド・J・ファンクであることが明かされている。1952年12月号から、"Cancer by the Carton" と題した喫煙と肺癌の関係を扱った連載を開始している。従来は無視されていた喫煙の危険性を世間に認識させた最初の例である。

### 記事の傾向
リーダーズ・ダイジェストは、政治的には保守で、楽天的であり、アメリカ至上主義を貫いていることで知られている。
リーダーズ・ダイジェストの記事には、オリジナルの記事、他の雑誌から転載された要約記事、本の抜粋、ジョーク集、逸話、引用、その他の短い記事がある。ウォレスが設定したこの雑誌の目標は、一ヶ月間の毎日に対応した記事数で「価値と興味を長持ちさせる」ことである。
リーダーズ・ダイジェストの記事がカバーする話題の範囲は、政治と政府、健康、国際問題、ビジネス、教育、ユーモアなどである。忙しい読者があまり時間をかけずに様々な話題について行くことができるよう、記事はなるべく短くされる傾向がある。連載コーナーとしては、"Word Power"（語彙に関するクイズ）、"Life in These United States"（読者から投稿された逸話集）、"Laughter, the Best Medicine"（読者投稿のジョーク集）がある。

### 編集方針
リーダーズ・ダイジェストは、アメリカでも最も慎重に編集された雑誌のひとつだと言われている。記事の信憑性がチェックされ、最終的な記事のレベルがリーダーズ・ダイジェストに掲載されるに値すると保証するため、精巧な編集階層でコントロールされる。そのディスクールは極めて均質で、この雑誌がアメリカ社会の重要な多数意見と考えている特定の保守的価値観を明瞭に示している。
リーダーズ・ダイジェストのモデルは世界各国に導入されている。その際にアメリカ製品として雑誌をそのまま発行するのではなく、ローカルな内容を加えてその国に向けてカスタマイズしている。ローカルなリーダーズ・ダイジェストは一般に、雑誌のアメリカ的性格を曖昧にしておこうとする。
各号は同じ構造を持っている。まず1つのサバイバルストーリー（"Drama in Real Life"）。1つ以上の個人の成功ストーリー。医療に関する記事。人間関係の道徳話がいくつか。実用的なアドバイスがいくつか。官僚制、犯罪、過激なイデオロギーなど雑誌の政治的主張と一致しない政治的問題に関する糾弾記事と続く。
記事の内部構造も精巧にモデル化されている。例えば、サバイバルストーリーでは、ドラマ中盤の宣伝的な部分がまず置かれ、その後でドラマの最初から詳しく説明していく。救助は最後の段落には来ない。最後の段落には、初期の平和を取り戻し教訓を述べる部分が必ずある。最後の文は、神への感謝か、救助者の得た勲章への言及である。
リーダーズ・ダイジェストには3種類の文書がある。第1のグループは、他の雑誌からの転載要約記事である。抜粋と要約はそれぞれ別の編集者が行い、3人目の編集者がその内容をチェックする。さらに少なくとも2名の上級編集者がチェックして承認（または訂正）する。同じことは独自の記事にも当てはまる。ライターが書いた記事は、同じように抜粋と要約とチェックの工程を経て掲載される。
数十年間、他の雑誌からの要約記事は全体のせいぜい30から40パーセントを構成する程度である。しかし、リーダーズ・ダイジェストは転載雑誌として、米国や海外のジャーナリズムのディスクールの概要としての立場を堅持し続けている。

### 世界観
以下はリーダーズ・ダイジェストのディスクールを構成している基本的価値観の一部である。
個人の成功
リーダーズ・ダイジェストに登場する人物は不運や社会的規制や病気と闘い、彼らの武器は勇気と団結と神の救いの手だけである。
楽天主義
多くのリーダーズ・ダイジェストのストーリーはハッピーエンドで終わる。そうでない場合として、まだ困難が多く残っていることを認め、アドバイスを与えて終わることもある。
道徳的保守主義
リーダーズ・ダイジェストは当初から性に関して非常にオープンだが、伝統的な結婚、国家や規範への忠誠、慈善活動などに公然と賛成し、フェミニズムや自由恋愛や積極的差別是正措置には反対している。
自由市場経済
ほとんど毎号、税制、予算増、労働組合、共産主義にも長年反対し、規制緩和の立場である。

### 会社組織と所有権
1990年、リーダーズ・ダイジェストを出版している The Reader's Digest Association, Inc. (RDA) が株式を上場した。2007年3月、リップルウッド・ホールディングス率いる投資家のコンソーシアムがレバレッジド・バイアウトにより28億ドルで同社を買収した（資金のうち22億ドルは債券発行で集めた借金である）。リップルウッド自身は2億7500万ドルを支出しており、他にチューリッヒの銀行やニューヨークの投資会社が参加している。
2009年8月24日、RDAは、買収の際の22億ドルの借金を繰り延べして営業継続するため、連邦倒産法第11章の適用を申請した。再建にあたって、債券と株式の交換が行われ、リップルウッドの投資全体が帳消しとなった。
2010年4月、イギリス支社がマネジメント・バイアウトで分離した。その後もライセンス契約を結んでイギリス版を出版し続けている。
アメリカでは、2010年から年間の号数を12から10に減らしている。広告主に提示する保証発行部数を800万部から550万部に削減した。内容的にもスピリチュアルな話や軍隊についての話を増やす方針を打ち出している。

## マーケティング手法への批判
リーダーズ・ダイジェストは、老人や無防備な人々に多額の現金が当たったかのように誤解させるダイレクトメールを送り（実際には抽選番号つきの宝くじのようなものを同封する）、しかも周囲の人に教えないようアドバイスして定期購読の契約をさせようとする手法をとってきた。このダイレクトマーケティング手法をスウィープステイクス (sweepstakes) と呼ぶ。
アメリカでは2001年、32の州がリーダーズ・ダイジェストのスウィープステイクスが詐欺的であると訴え、ダイレクトメールの内容や運用方法を改めることで合意した。
イギリス取引基準協会はリーダーズ・ダイジェストのスウィープステイクスを批判してきた。申し立てを受けてイギリス広告基準局 (ASA) が2008年に調査を開始した。ASAの調査によって申し立てが事実だと判明し、リーダーズ・ダイジェストのダイレクトメールはイギリス広告慣行委員会の規約の3つの条項に違反しており、不適切で（特に老人に）誤解を与えるものだとされた。リーダーズ・ダイジェストには、二度と同様のダイレクトメールを送らないよう勧告した。

## 海外版
リーダーズ・ダイジェストはアメリカ発祥だが、その海外版によって世界的なベストセラー雑誌となった。全世界の発行部数合計は1700万部で、読者は7000万人を超える。
現在では52の版と35カ国語で出版され、100カ国以上で購読されている。2006年にも、スロベニア、クロアチア、ルーマニアで新たな版をマーケティングして拡大を続けている。2008年には中華人民共和国でも発刊した。中国語版の表題は「读者文摘」（読者文摘）。
雑誌貿易量の50%はリーダーズ・ダイジェストの海外版である。アメリカおよび他の国からの記事を集め、そこから全世界向けの記事が作成される。ローカルな編集部門はアメリカ版と他国版から記事を選択し、アメリカ本部から承認されてローカルな記事を作成する。選択した記事は現地で翻訳され、アメリカでの方針に合うように現地で編集される。
90年に亘って、世界各国（あるいは各地）で様々な言語の版を出版してきた。
当初はアメリカ版の雑誌を翻訳した内容だったが、それぞれ独自の読者にふさわしい記事を掲載するようになっていった。アメリカ版をほぼそのまま翻訳している場合、例えばポルトガル版では Seleções do Reader's Digest (Selections from Reader's Digest)、スウェーデン版では Reader's Digest Det Bästa (The Best of Reader's Digest) などと題して、それとわかるようにしている。
以下の一覧は、創刊年順になっている。既に廃刊となったものもある。例えばデンマーク版は2005年に廃刊となり、その後はスウェーデン版 (Reader's Digest Det Bästa) がデンマークでも流通している。そのため、スウェーデン版はデンマークに関する記事も扱っている（言語はスウェーデン語のみ）。
- 1938 - イギリス （2010年に売却。ライセンス提供を受けての運営を経て2024年に廃刊）
- 1940 - ラテンアメリカ （スペイン語、雑誌名は Selecciones）
- 1942 - ブラジル
- 1943 - スウェーデン
- 1943 - エジプト （アラビア語、雑誌名は Al-Mukhtar）
- 1945 - フィンランド
- 1946 - オーストラリア、デンマーク、日本（1986年に廃刊／後述）
- 1947 - ベルギー （フランス語）、フランス、ノルウェー
- 1948 - カナダ （英語とフランス語）、ドイツ、イタリア（2007年に廃刊）、南アフリカ、スイス （フランス語とドイツ語）
- 1950 - アルゼンチン、ニュージーランド
- 1952 - オーストリア、スペイン
- 1954 - インド と パキスタン （英語）
- 1957 - オランダ
- 1965 - 中華民国、香港、東南アジア （繁体字、2025年に廃刊）
- 1968 - ベルギー （オランダ語）
- 1971 - アメリカ合衆国内向けのスペイン語版、プエルトリコ、ポルトガル
- 1978 - 大韓民国（2009年に廃刊）
- 1991 - ハンガリー、ロシア
- 1993 - チェコ
- 1995 - ポーランド
- 1996 - タイ
- 1997 - スロバキア
- 2004 - インドネシア（2015年に廃刊）
- 2005 - ルーマニア、スロベニア、クロアチア、ブルガリア
- 2007 - ボスニア、ヘルツェゴヴィナ、セルビア、ウクライナ
- 2008 - 中華人民共和国（2012年に廃刊）

### アラビア語版
アラブ世界で最初のリーダーズ・ダイジェストは、1943年9月にエジプトで創刊された。結局、廃刊になっている。
2度めの試みは1976年のことで、アメリカ人起業家フレデリック・ピッテラがレバノン大統領スライマーン・フランジーヤの義理の息子でレバノンの外務大臣だった Lucien Dahdahにそのアイデアを売った。Dahdah は Ghassan Al Tueni（レバノンの前アメリカ大使で、ベイルートで新聞社を経営）と共同でアラビア語版リーダーズ・ダイジェストを創刊。カイロで印刷し、Al- Mukhtar という誌名でアラブ世界全体に流通させた。Al-Mukhtar の中身の75%はアメリカ版リーダーズ・ダイジェストと同じだった。プリンストン大学の東洋言語部門のトップだったフィリップ・ヒッチとアラビア語アドバイザーのチームが、アラブ世界の読者にとってどの記事が興味深いかを助言した。1993年4月、リーダーズ・ダイジェストにより Al-Mukhtar は廃刊とされた。

### イギリス版
イギリス版は1938年に創刊された。2010年に1億2500万ポンドの年金基金の赤字により、現地発行元のリーダーズ・ダイジェストUKは経営破綻した。プライベート・エクイティ・ファンドのベター・キャピタルが約1400万ポンド（当時）で買収し、さらに900万ポンドを投資した。ベター・キャピタルは2013年にベンチャーキャピタリストのマイク・ラックウェルにわずかな手数料でリーダーズ・ダイジェストUKを売却、2018年に元CEOのゲイリー・ホプキンスに再び売却された。イギリス版は86年間の発行を経て2024年4月に廃刊された。

### インド版
インド版は1954年に創刊された。当時の発行部数は4万部。インド版は長年タタ・グループの会社が出版していた。2008年現在、Living Media India Ltd. が月刊誌として発行しており、発行部数は60万部以上である。インド国内と国際的な記事で構成されている。2009年の Indian Readership Survey Round II によれば、インド版リーダーズ・ダイジェストの読者数は394万人で、India Today の562万人に次ぐ第2位だという。

### カナダ版
カナダ版は1948年2月に創刊され、現在では大部分はカナダ独自の内容である。例えば2005年8月号の主な記事はローカルに書かれた記事であり、リーダーズ・ダイジェストのスタイルに合うように編集されたものである。通常は少なくとも一つの主要記事がアメリカ版から採用されている。
"Life's Like That" は "Life in These United States" のカナダ版である。他のタイトルはアメリカ版のものをそのまま採用している。最近の "That's Outrageous" という記事ではカナダの Calgary Sun 紙から論説を転載している。

### 韓国版
韓国語版は1978年11月から合同通信社、1980年からは延江学術財団で発行し、以後東亜出版社→斗山東亜で月刊リーダーズダイジェストと英韓対訳リーダーズダイジェストを発行したが、2009年12月号を最後に廃刊となった。韓国語版は健康、動物、就職情報、文学、歴史、文化などの様々なテーマの情報を提供し、軍隊の話、職場生活の話などのテーマで読者参加を募り、読者が寄せられた文章を掲載した。

### 日本版
日本版は1946年6月に創刊された。戦後、貧相なカストリ雑誌が氾濫する中で、アメリカから輸入された紙で印刷された誌面は高級さを感じさせるものであり、1949年頃には140万部を売り上げた。誌名は『リーダーズ ダイジェスト』だが、「リーダイ」の略称で親しまれた。当初はほとんど全体がアメリカ版の翻訳だったが、1970年代中頃から日本語版オリジナルの記事が3割ほどになっていた。通信販売の広告が非常に多い雑誌でもあったが、1986年に発売された同年2月号をもって休刊となった。
極東支店（日本支社）労働組合結成に当たっては、アメリカ本社より「リーダーズ・ダイジェストは全社員が経営陣であるから、運動員は全て解雇せよ」との指示があったが、当時の極東支店支配人・殖栗文夫より「日本の労働組合は互助会の様な物なので黙認して欲しい」との返答があり、アメリカ本社も解雇命令を撤回した。殖栗は日本に於ける広報・宣伝・通販のパイオニアの一人で、東京YMCA初代名誉理事、キリスト教救癩協会理事長などを歴任した。
2007年より、「リーダーズダイジェスト・ジャパン」として 日本語のウェブサイトを開設、セシールと提携したダイレクトメールによる日本マーケットへの本格的な参入がオーストラリアのシドニーを拠点に試みられ、アメリカなどで発行されている月刊誌ではなく、日常生活のためになる百科辞典のようなものの販売を行ったが、再度撤退した。

#### 発行部数
- 創刊号 - 12万部が即日売り切れる[24]
- 1949年8月号 - 157万部（史上最高）[24]
- 1960年4月号 - 442,075部[25]
- 1961年4月号 - 482,663部[26]

#### 関連文献
- 塩谷紘『「リーダイ」の死 -- 最後の編集長のレクイエム』 サイマル出版会、1986年7月 ISBN 4-377-30712-6
  - 『「リーダイ」の死 : 最後の編集長のレクイエム』 - 国立国会図書館デジタルコレクション